# AKB48、最近聞いた?〜一緒になんかやってみませんか?〜
『AKB48、最近聞いた?〜一緒になんかやってみませんか?〜』（エーケービーフォーティーエイト、さいきんきいた いっしょになんかやってみませんか）は、2022年1月19日（18日深夜）から6月29日（28日深夜）までテレビ東京『バラエティParavi』枠で放送されていた、AKB48の冠番組である。MCはひろゆき（西村博之）。

## 概要
2021年7月7日（6日深夜）から9月29日（28日深夜）まで放送されていた『乃木坂に、越されました〜AKB48、色々あってテレ東からの大逆襲!〜』が、3か月の休止期間を経て改題し内容をリニューアルした番組である。時間帯は変わらず、MCも引き続き、ひろゆき（西村博之）が務めている。
番組のコンセプトは「AKB48最大の魅力「楽曲」を通して一般企業や地方自治体・学生など、さまざまな方々とタッグを組み一緒に“新しいコンテンツ”を創作するドキュメントバラエティー!」である。
番組タイトルは、番組プロデューサーの高橋弘樹によると、NMB48の楽曲「太宰治を読んだか?」にインスパイアされた。曲の世界観と同じように「AKB48の存在がメディアや企業との対話ツールになって欲しい」と考えた。
Paraviでは、放送後のアーカイブ配信のほか「〜未公開プレミアム映像〜」としてオリジナルコンテンツも配信している。
2022年6月29日（28日深夜）の放送をもって終了し、7月13日（12日深夜）から『AKB48、最近聞いたかも?〜一緒になんかやってみませんか?〜』に改題・リニューアルして放送されている。

## 出演者
MC
- ひろゆき（西村博之）
- ひろゆこ - ひろゆきをアニメ化[5][8][注 1]

レギュラー
- AKB48

ゲスト
- 山本一太（群馬県知事）〈第1回・第13回〉
- 田原総一朗（ジャーナリスト）〈第3回〉
- 鈴木あゆ（アップアップガールズ（仮））、小山星流（アップアップガールズ（仮））〈第9回〉[8]
- 菊地真衣（茨城放送アナウンサー）〈第12回〉
- 菅義偉（元内閣総理大臣）〈第12回・第19回〉
- 松浦由治（ピップ株式会社代表取締役社長）〈第17回・第21回〉
- 松井宜正（天竜浜名湖鉄道株式会社代表取締役社長）〈第18回・第19回・第21回〉
- 久保田崇（掛川市長）〈第21回〉[注 2]
- 堀部圭亮（俳優）〈第22回・第23回〉[注 3]

ナレーション
- 千葉恵里（AKB48）[注 4]

## 放送日程
| 回 | 放送日          | サブタイトル | 番組進行役メンバー （撮影場所）                                                                                                  | ロケ地メンバー                                                                           | 制作MV | MVロケ地                                                          | 出典・備考             |
| -- | --------------- | --- | --- | ---------------------------------------------------------------------------------------- | --- | ----------------------------------------------------------------- | ---------------------- |
| 1  | 2022年 01月19日 | 第一回のパートナーは「群馬県」! 群馬県知事にメンバーが直訴した結果、まさかの展開に!? オープン直前のスキー場を貸し切り、隠れた名曲とされる「あの歌」をMVとともにリバイバル!                                             | 小栗有以、本田仁美、村山彩希 （スタジオ）                                                                                        | 岡田奈々、小栗有以、千葉恵里、村山彩希                                                   | 始まりの雪 | 群馬県片品村 「オグナほたかスキー場」                             | [ 9 ]                  |
| 2  | 01月26日        | 群馬県安中市とコラボ! まさかのぐんまちゃんダンスコラボは驚きの展開に! さらに大盛真歩は温泉&廃校へ……あの名曲復活も!? | 小栗有以、本田仁美、村山彩希 （スタジオ）                                                                                        | 大盛真歩、岡田奈々、小栗有以、千葉恵里、村山彩希                                         | High school days | 群馬県安中市                                                      | [ 10 ]                 |
| 3  | 02月02日        | 謎の離島専門誌とコラボで江ノ島へ! AKBが初のエッセイに挑戦! ひろゆき指令で○○を食べる!? AKB48がエッセイストとして江ノ島徹底取材!                                                                                         | 小栗有以、村山彩希 （田原総一朗事務所、佃島に所在）                                                                              | 大盛真歩、岡田奈々、小栗有以、千葉恵里、村山彩希                                         | 長い光 | 佃島 江の島                                                       | [ 11 ] [ 注 4 ]        |
| 4  | 02月09日        | 謎の離島専門誌とコラボ! 江の島の裏側へ潜入……謎の寺＆昼からビールの街食堂でひろゆき指令の絶品しらす丼 ▼果たして島エッセイは!? そしてあの名曲MVも完成!                                                                   | 小栗有以、村山彩希 （田原総一朗事務所）大西桃香、倉野尾成美、向井地美音 （AKB48劇場ロビー）                                      | 大盛真歩、千葉恵里                                                                       | 長い光 | 佃島 江の島                                                       | [ 12 ]                 |
| 5  | 02月16日        | 小学館の超有名誌とコラボへ! 小栗&大盛&千葉&村山、超シビアな交渉の未……前代未聞のグラビア撮影が成立! さらに「ファースト・ラビット」のMVも!                                                                               | 大西桃香、倉野尾成美、向井地美音 （AKB48劇場ロビー）                                                                             | 大盛真歩、小栗有以、千葉恵里、村山彩希                                                   | ファースト・ラビット〜夢への階段編〜 | 小学館地下撮影スタジオ、AKB48劇場                                 | [ 13 ] [ 14 ]          |
| 6  | 02月23日        | 続グラビア撮影潜入! 少年サンデーとのコラボでAKB48初!? 私服パジャマでMV撮影！ さらに番組ラストで59枚目シングル超重大発表も!                                                                                             | 大西桃香、倉野尾成美、向井地美音 （AKB48劇場ロビー）                                                                             | 大盛真歩、小栗有以、千葉恵里、村山彩希                                                   | ファースト・ラビット〜選ばれた者たちの試練編〜 | 浅草                                                              | [ 15 ] [ 注 8 ]        |
| 7  | 03月02日        | 静岡県からコラボのオファー! まさかの展開でメンバー初の旅ロケへ……駿河湾の新鮮な海の幸をしっかりレポートできる!? さらに! 夕日の絶景温泉に入りながらのMV撮影                                                              | 大西桃香、倉野尾成美、向井地美音 （AKB48劇場ロビー）向井地美音、坂口渚沙                                                         | 田口愛佳、西川怜、橋本陽菜、向井地美音                                                   | 抱きつこうか?〜温泉で思い出だしたあの人編〜 | 静岡県西伊豆町「夕日温泉」 （沢田公園露天風呂）                   | [ 17 ] [ 18 ]          |
| 8  | 03月09日        | 駿河湾フェリーとコラボ! ちびまる子ちゃんゆかりの居酒屋グルメを堪能しつつ、ついにフェリー乗船。フェリーの甲板に思いを込めたイラストを描く! ラストは絶景夕日温泉へ……橋本陽菜が温泉に浸かりながら「抱きつこうか?」MV撮影! | 向井地美音、坂口渚沙 | 田口愛佳、西川怜、橋本陽菜、向井地美音                                                   | AKB48×駿河湾フェリー 抱きつこうか?〜新たな船出編〜 | 駿河湾フェリー                                                    | [ 17 ] [ 18 ]          |
| 9  | 03月15日        | AKB48に憧れる某アイドルと……事務所の垣根を越えた奇跡のコラボが実現! AKB48劇場を舞台に、お互いの曲を1時間で覚えて踊る! 果たして間に合うのか!?                                                                            | 大西桃香、倉野尾成美、向井地美音 （AKB48劇場ロビー）向井地美音、坂口渚沙                                                         | 田口愛佳、西川怜、橋本陽菜、向井地美音                                                   | 遠距離ポスター 〜夢はいつか叶う編〜 一歩目のYES! 〜山田社長ありがとう編〜                                                                                       | AKB48劇場                                                         | [ 8 ] [ 19 ]           |
| 10 | 03月23日        | AKB48がママになって……子供になる? AKB48が0歳児とコラボで、泣き止みメドレー撮影! さらに! ソフトバンクとまさかのコラボ実現、前代未聞のVRドラマ完成！                                                                      | 大西桃香、倉野尾成美、向井地美音 （AKB48劇場ロビー）向井地美音、坂口渚沙                                                         | 田口愛佳、西川怜、橋本陽菜、向井地美音坂口渚沙、福岡聖菜、大盛真歩、山内瑞葵             | くまのぬいぐるみ・法定速度と優越感・わがままコレクション 〜赤ちゃんが泣き止む赤ちゃんメドレー〜サステナブル （VR SQUAREのVRドラマ『真実の口は見ていた』に使用） | アカチャンホンポTOC店 Playground Shibuya KidsAKB48劇場            | [ 20 ]                 |
| 11 | 03月30日        | MCひろゆきリアル出演! リモートじゃないひろゆきにメンバー感動でまさかの暴言!? &今夜も大型コラボが実現! ラジオで冠番組が何番組も実現!? 大盛が推す茨城デート                                                              | 浅井七海、大盛真歩、山内瑞葵 （AKB48劇場ロビー）坂口渚沙、岡田奈々、小栗有以、向井地美音大盛真歩、谷口めぐ （AKB48劇場ステージ） | 大盛真歩、久保怜音、服部有菜                                                             | - | （企画ロケ地） 大洗サンビーチ めんたいパーク大洗                  | [ 21 ] [ 22 ]          |
| 12 | 04月06日        | 茨城放送とコラボで冠番組が実現! 大盛推薦「茨城デートロケ」でまさかの身内登場! 行先はなんとビニールハウス!? さらにメンバー鳥肌のガチ大物ゲストも!                                                                       | 浅井七海、大盛真歩、山内瑞葵 （AKB48劇場ロビー）                                                                                 | 大盛真歩、久保怜音、服部有菜                                                             | AKB48×茨城放送〜アクシデント中〜 | 大洗サンビーチ LuckyFM 茨城放送 村田農園                          | [ 23 ] [ 24 ]          |
| 13 | 04月13日        | 今回もコラボが続々決定!? ラジオコラボで山梨県へ、山奥のポツンと秘境にあるレストランで信じられない美食に遭遇! あまりの豪華さに「私の中で革命が起きてます」                                                              | 柏木由紀、本田仁美、福留光帆 （AKB48劇場ロビー）坂口渚沙、岡田奈々、小栗有以、向井地美音                                         | 浅井七海、岡田奈々、田口愛佳、山内瑞葵                                                   | - | （企画ロケ地） 橋倉 By TRIPS                                      | [ 25 ]                 |
| 14 | 04月20日        | 山梨放送とのコラボで岡田奈々が暴露系YouTuberになる!? 東京じゃ絶対言えない「鼻から（秘）（秘）が出た話」でもそのおかげでラジオ局コラボ史上、最大の奇跡が起きた。                                                        | 柏木由紀、本田仁美、福留光帆 （AKB48劇場ロビー）坂口渚沙、岡田奈々、小栗有以、向井地美音                                         | 浅井七海、岡田奈々、田口愛佳、山内瑞葵                                                   | AKB48×山梨放送 春一番が吹く頃〜ラジオで聞く春編〜 | （企画ロケ地） 膳処 じゅん庵（MVロケ地） 山梨放送番組収録スタジオ | [ 27 ]                 |
| 15 | 04月27日        | 新曲「元カレです」ミュージックビデオ撮影の裏側に密着！ 「史上最強にかっこいいAKB48」を見せるために……18日間完全密着。果たしてどんなMVが出来上がったのか!?                                                               | 大盛真歩、徳永羚海 | シングル『元カレです』選抜メンバー                                                       | 「元カレです」MV密着ドキュメンタリー 「元カレです」MV | 木更津市の廃倉庫 AKB48レッスン場                                  | [ 28 ]                 |
| 16 | 05月04日        | TeamAとGAPとでまさかのコラボが実現！ テーマは「もし彼氏が来たら……家でしたい服装」向井地は実は露出狂だった!? 一体どんなミュージックビデオになるのか!?                                                                   | 倉野尾成美、下尾みう坂口渚沙、岡田奈々、小栗有以、向井地美音                                                                     | 千葉恵里、福岡聖菜、馬嘉伶、向井地美音、吉橋柚花                                         | AKB48×GAP 臆病なナマケモノ | GAP 新宿フラッグス店 撮影スタジオ                                 | [ 29 ]                 |
| 17 | 05月11日        | 「元カレです」カップリング曲のMVをピップエレキバンとコラボで撮影！ 倉野尾が松田聖子風衣装で……岡田梨奈がバブリー風衣装で「しもしも」……一体どんなMVになる!?                                                              | 倉野尾成美、下尾みう坂口渚沙、岡田奈々、小栗有以、向井地美音                                                                     | 佐々木優佳里、村山彩希、谷口めぐ、倉野尾成美、多田京加、岡田梨奈                         | AKB48×ピップ アンジー 〜50年の肩こり編〜 | 撮影スタジオ                                                      | [ 30 ] [ 注 18 ]       |
| 18 | 05月18日        | 新曲「元カレです」発売記念コラボ！ まさかの、駅名を自由に決めちゃってもいい!? 浜名湖&富士山の絶景秘境駅にどんな名前を付けるのか！ &超緊急オーディション!?                                                              | 小林蘭、千葉恵里、山根涼羽 | 大盛真歩、谷口めぐ、村山彩希、山内瑞葵                                                   | - | 天竜浜名湖線・駅および駅周辺                                      | [ 31 ]                 |
| 19 | 05月25日        | 天竜浜名湖鉄道コラボ回後編！ 目の前が海！ の超絶景駅で感動出会い&「元カレです」ミュージックビデオ撮影！ さらに17期生ドラマに大抜擢!?                                                                                   | 小林蘭、千葉恵里、山根涼羽 | 大盛真歩、谷口めぐ、村山彩希、山内瑞葵                                                   | 天浜線×AKB48 元カレです 〜エモすぎ無人駅でばったり編〜 | 天竜浜名湖線・駅および駅周辺                                      | [ 33 ]                 |
| 20 | 06月01日        | 富士急ハイランドと奇跡のコラボ！ でも……ひろゆこ欠席でロケはどうなる!? 代役もりゆこ!? 絶叫マシン「高飛車」で衝撃コラボ！ 富士急全面協力「恥を捨ててヤラカソウ！」                                                       | 浅井七海、大盛真歩、山内瑞葵 | 浅井七海、稲垣香織、大盛真歩、佐藤美波                                                   | 富士急ハイランド×AKB48 ヤラカソウ | 富士急ハイランド                                                  | [ 34 ] [ 注 24 ]       |
| 21 | 06月08日        | 富士急コラボ後編！ プレジャーフォレスト貸切でやりたい放題！ でも……ひろゆこ不在、今日は……不安なずきゆこ進行！ スリル満点アトラクションで田口絶叫！大事件勃発!?                                                          | 浅井七海、大盛真歩、山内瑞葵 | 小林蘭、田口愛佳、茂木忍、山内瑞葵                                                       | プレジャーフォレスト×AKB48 Loss of time | さがみ湖リゾート プレジャーフォレスト                             | [ 35 ] [ 注 26 ]       |
| 22 | 06月15日        | 群馬県コラボドラマ「ADオグリの事件簿」撮影の裏側に密着！ 小栗、草津の名湯を堪能しながら順調な撮影も……トラブル続出!? 大抜擢！ 新メンバー緊張の初シーンも！                                                              | 小栗有以、千葉恵里、向井地美音                                                                                                   | 小栗有以、山﨑空、山内瑞葵、佐藤美波、長友彩海                                           | - | （ドラマロケ地） 群馬県・草津温泉                                 | [ 36 ] [ 注 28 ]       |
| 23 | 06月22日        | ANAと奇跡のコラボ！ 機体貸し切りで「元カレです」MV撮影&白熱演技……客室乗務員姿で元カレに遭遇!? グラハン本田は恐怖の演技 ▼もうすぐ放送！ 小栗ドラマ撮影裏側                                                              | 小栗有以、千葉恵里、向井地美音                                                                                                   | 大盛真歩、小栗有以、小田えりな、谷口めぐ、千葉恵里、本田仁美、向井地美音小栗有以、山﨑空 | - | （MVロケ地） 成田国際空港（ドラマロケ地） 群馬県・草津温泉        | [ 37 ]                 |
| 24 | 06月29日        | 元カレ遭遇ツアーズ！ 大盛真歩が問題発言!? 「一緒に寝る……？」そしてなぜか号泣……ANA全面協力コラボで「元カレです」オリジナルMV完成！ 最後に番組から重大発表！                                                             | 倉野尾成美、向井地美音、山内瑞葵                                                                                                 | 大盛真歩、小栗有以、小田えりな、谷口めぐ、千葉恵里、本田仁美、向井地美音                 | AKB48×ANA 元カレです 〜フライトでばったり編〜 | 成田国際空港                                                      | [ 38 ] [ 39 ] [ 注 4 ] |

## 放送時間
放送局
| 放送期間                 | 放送日時                         | 放送局                | 対象地域       | 備考      |
| ------------------------ | -------------------------------- | --------------------- | -------------- | --------- |
| 2022年1月19日 - 6月29日  | 毎週水曜 1:35 - 2:05（火曜深夜） | テレビ東京（TX）      | 関東広域圏     | 制作局    |
| 2022年4月11日 - 9月19日  | 毎週月曜 1:35 - 2:05（日曜深夜） | テレビ北海道（TVH）   | 北海道         |           |
| 2022年6月7日 - 11月22日  | 毎週火曜 2:10 - 2:40（月曜深夜） | テレビ大阪（TVO）     | 大阪府         |           |
| 2022年6月16日 - 11月24日 | 毎週木曜 0:00 - 0:30（水曜深夜） | テレビ愛知（TVA）     | 愛知県         |           |
| 2022年7月1日             | 毎週金曜 1:05 - 1:35（木曜深夜） | テレビせとうち（TSC） | 岡山県・香川県 | [ 注 29 ] |

ネット配信
| 配信期間                | 更新日時           | 配信元                      | 備考                             |
| ----------------------- | ------------------ | --------------------------- | -------------------------------- |
| 2022年1月19日 -         | 地上波放送終了直後 | Paravi                      | 定額見放題（アーカイブ配信あり） |
| 2022年1月19日 - 7月12日 |                    | TVer・ネットもテレ東・GYAO! |                                  |

## スタッフ
- 「ひろゆこ」デザイン：せきぐちあいみ
- 構成：江藤美明
- TP：酒井博
- カメラ：坂本聡、西沢卓眞、渡部公臣、藤山耕平、森田幸多郎、片岡昴大、丸山宗広、森村吉則、青木芳行、三好哲也、林将史、南平知絵（週替わり）
- 音声：常川裕二、木村優加、高橋怜和、田中真穂、小倉正己、土方章浩、大貫晶、福重伸隆、栃木光信、北口勇輝、飯田庸安芸、熊倉智大（週替わり）
- 編集：松村佳明
- MA：金城徹
- 音効：鏑木太郎
- 技術協力：スウィッシュ・ジャパン（第1回 - 第2回・第4回 - 第14回・第18回 - 第19回）、ジーリンクスタジオ、東京オフラインセンター、池田屋（第15回 - 第17回・第23回 - 第24回）
- 撮影協力：江ノ島電鉄株式会社、江の島ホテル、湘南藤沢フィルム・コミッション、民宿重助（以上、第3回 - 第4回） / 静岡県スポーツ・文化観光部、駿河湾フェリー、西伊豆町、東海ビル保善株式会社（以上、第7回 - 第8回） / アカチャンホンポTOC店、Playground Shibuya Kids（以上、第10回） / GENIUS TOKYO、IMAGICA Lab.（以上、第17回）
- デスク：井口志津代
- AD：萩原由美香（第1回 - 第9回・第11回 - 第24回）
- FD：白田浩司（第1回 - 第9回・第11回 - 第12回・第15回・第17回・第20回 - 第21回、第13回 - 第14回・第18回 - 第19回・第22回 - 第24回はディレクター）
- ディレクター：大塚哉太（第1回 - 第2回・第7回 - 第8回・第10回・第16回・第20回）、豊川康成（第3回 - 第4回）、川口智久（第5回 - 第6回）、足立晃広（第6回のみ）、内山真吾（第9回のみ）、渕聡（第10回のみ）、坂田朋久（第11回 - 第12回・第17回・第21回）
- プロデューサー：田中晋也（テレビ東京）、中村肇、三浦正幸、山口和也（第6回 - 第24回、第15回はディレクター兼任、第22回 - 第23回はディレクター・カメラ兼任）
- 総合演出・プロデューサー：高橋弘樹（テレビ東京、第11回 - 第12回・第14回・第16回 - 第19回・第22回 - 第24回はカメラ兼任）
- チーフプロデューサー：伊藤隆行（テレビ東京）
- 制作：テレビ東京、BEE BRAIN
- 製作著作：「AKB48、最近聞いた?」製作委員会

### 過去のスタッフ
- 編集：松本健作、石田翼、瑞慶覧雄太、野平誠
- MA：阿世知貴彦、睦池有花
- 技術協力：だだだ（第1回 - 第2回・第4回 - 第5回）、静岡第一テレビ（第3回のみ）、パワービジョンジャパン（第11回 - 第12回）、La'Joule（第12回のみ）、One River（第17回のみ）、テーク・ワン（第20回 - 第21回）
- 美術協力：テレビ東京アート（第1回 - 第2回）
- 協力：ソフトバンク株式会社（第10回のみ）、首相官邸ホームページ（第19回のみ）
- グラビア撮影：岡本武志（第6回のみ）
- AD：大生真雪（第10回のみ）